# Княже-Криницька сільська рада
Кня́же-Крини́цька сільська́ ра́да — адміністративно-територіальна одиниця та орган місцевого самоврядування в Монастирищенському районі Черкаської області. Адміністративний центр — село Княжа Криниця.

## Загальні відомості
- Населення ради: 1 229 осіб (станом на 2001 рік)

## Населені пункти
Сільській раді були підпорядковані населені пункти:
- с. Княжа Криниця
- с. Новосілка

## Склад ради
Рада складалася з 16 депутатів та голови.
- Голова ради: Безштанько Сергій Аксентійович
- Секретар ради: Барилюк Надія Василівна

### Керівний склад попередніх скликань
| Прізвище, ім'я, по батькові     | Основні відомості                                                 | Дата обрання | Дата звільнення |
| ------------------------------- | ----------------------------------------------------------------- | ------------ | --------------- |
| Безштанько Сергій Аксентійович  | Сільський голова, 1974 року народження, безпартійний              | 26.03.2006   | 31.10.2010      |
| Безштанько Сергій Авксентійович | Сільський голова, 1974 року народження, освіта вища, безпартійний | 31.10.2010   |                 |

Примітка: таблиця складена за даними сайту Верховної Ради України

### Депутати
За результатами місцевих виборів 2010 року депутатами ради стали:

#### За суб'єктами висування
| Суб'єкт висування | Кількість обраних депутатів | %   |
| ----------------- | --------------------------- | --- |
| Партія регіонів   | 16                          | 100 |

#### За округами
| № округу        | Прізвище, ім'я, по батькові          | Дата визнання обраним | Освіта             | Партійна приналежність | Відомості про обраного депутата                |
| --------------- | ------------------------------------ | --------------------- | ------------------ | ---------------------- | ---------------------------------------------- |
| Партія регіонів |                                      |                       |                    |                        |                                                |
| 1               | Барилюк Віктор Васильович            | 31.10.2010            | середня            | позапартійний          | приватний підприємець                          |
| 2               | Навроцький Юрій Володимирович        | 31.10.2010            | вища               | позапартійний          | Сільська рада, директор СБК                    |
| 3               | Трусєєва Тетяна Василівна            | 31.10.2010            | вища               | позапартійна           | Школа, вчитель                                 |
| 4               | Длубік Петро Іванович                | 31.10.2010            | середня спеціальна | позапартійний          | ФГ"ДМТС-Агро", голова                          |
| 5               | Браславський Володимир Олександрович | 31.10.2010            | середня спеціальна | позапартійний          | ПРАТ ЗАТ «Райз-Максимко», зав. Рем. майстернею |
| 6               | Браславський Микола Федорович        | 31.10.2010            | вища               | позапартійний          | фермерське господарство «Мрія», голова         |
| 7               | Длубік Ніна Григорівна               | 31.10.2010            | середня спеціальна | позапартійна           | Сільська рада, бухгалтер                       |
| 8               | Янкова Ніна Максимівна               | 31.10.2010            | вища               | позапартійна           | Школа, вчитель                                 |
| 9               | Барилюк Надія Василівна              | 31.10.2010            | середня спеціальна | позапартійна           | Сільська рада, секретар                        |
| 10              | Марчук Іван Васильович               | 31.10.2010            | вища               | член Партії регіонів   | Монастирищенська ЦРЛ, лікар-терапевт           |
| 11              | Ротаєнко Олена Семенівна             | 31.10.2010            | вища               | позапартійна           | Школа, вчитель                                 |
| 12              | Щербатюк Григорій Вікторович         | 31.10.2010            | середня спеціальна | член Партії регіонів   | ПРАТ ЗАТ "Райз -Максимко " 31.10.2010, водій   |
| 13              | Дишливенко Любов Миколаївна          | 31.10.2010            | середня спеціальна | позапартійна           | Дитсадок «Казка», завідувачка                  |
| 14              | Остапенко Ольга Олександрівна        | 31.10.2010            | вища               | позапартійна           | Школа, вчитель                                 |
| 15              | Нищик Іван Миколайович               | 31.10.2010            | вища               | позапартійний          | Сільська рада, землевпорядник                  |
| 16              | Коробко Володимир Вікторович         | 31.10.2010            | середня            | член Партії регіонів   | ФГ «Ладіс», нач. охорони                       |